# Naufragio della petroliera Amoco Cadiz
Il naufragio della petroliera Amoco Cadiz è stato un grave incidente marittimo avvenuto il 16 marzo 1978, quando la petroliera Amoco Cadiz, di proprietà della compagnia petrolifera statunitense Amoco, si incagliò sugli scogli di Portsall, a 2 km dalla costa della Bretagna, regione della Francia. La nave si spezzò poi in tre e s'inabissò. La National Oceanic and Atmospheric Administration (NOAA) degli Stati Uniti d'America stima che la fuoriuscita totale di petrolio ammontasse a 220.880 tonnellate di petrolio, ovvero oltre 58 milioni di galloni o 256,2 milioni di litri, rendendola la più grande fuoriuscita di petrolio del suo genere all'epoca.

## Cronologia del disastro
Durante il viaggio dal Golfo Persico a Rotterdam, nei Paesi Bassi, attraverso una sosta programmata alla baia di Lyme, nel Regno Unito, la petroliera Amoco Cadiz, di proprietà della compagnia petrolifera statunitense Amoco, incontrò tempeste con condizioni di burrasca e mare alto mentre si trovava nel canale della Manica. Intorno alle 09:45 ora locale, un'onda pesante si schiantò sul timone della nave, provocando la perdita del suo controllo. Successivamente si scoprì che ciò era dovuto al taglio dei perni filettati nel timone, causando una perdita di fluido idraulico. Vennero fatti tentativi per riparare il danno e riprendere il controllo della nave, ma non ebbero successo. Alle 10:20, l'equipaggio dell'Amoco Cadiz dichiarò che il bastimento "non era più manovrabile" e chiese alle altre navi di rimanere in attesa, e più tardi alle 11:20 mandò una richiesta di assistenza a un rimorchiatore.
Il rimorchiatore tedesco Pacific rispose alla richiesta dell'Amoco Cadiz alle 11:28, offrendo assistenza tramite il Lloyd's Open Form. Arrivò sul posto alle 12:20, ma a causa del mare in tempesta, un cavo di rimorchio venne posizionato solo alle 14:00 e si spezzò alle 16:15. Furono messi in atto diversi tentativi per stabilire un altro cavo di rimorchio e l'Amoco Cadiz gettò l'ancora nel tentativo di fermarne la deriva. Una corda di traino di successo fu in atto alle 20:55, ma questa si rilevò incapace di impedire alla petroliera di andare alla deriva verso la costa a causa della sua enorme massa e della tempesta di forza 10.
Alle 21:04, l'Amoco Cadiz si incagliò una prima volta, allagando i motori, e di nuovo alle 21:39, questa volta squarciando lo scafo e dando inizio alla fuoriuscita di petrolio. Il suo equipaggio è stato salvato dagli elicotteri dell'Aéronautique navale a mezzanotte e il suo capitano e un ufficiale sono rimasti a bordo fino alle 05:00 del mattino successivo. Alle 10:00 del 17 marzo la nave si spezzò in due, liberando l'intero carico di 1,6 milioni di barili (250.000 m³) di petrolio, e si ruppe nuovamente undici giorni dopo a causa delle forti mareggiate. Il relitto fu completamente distrutto con bombe di profondità da parte della Marine nationale.

## Fuoriuscita di petrolio
La Amoco Cadiz conteneva 1.604.500 barili (219.797 tonnellate) di petrolio greggio leggero proveniente da Ra's Tannūrah, Arabia Saudita, e dall'isola di Khark, Iran. Inoltre, aveva quasi 4.000 tonnellate di bunker oil. Il maltempo provocò la completa rottura della nave prima che il petrolio potesse essere pompato fuori dal relitto, provocando lo sversamento in mare dell'intero carico di petrolio greggio (appartenente alla Shell) e di 4.000 tonnellate di olio combustibile.
Una chiazza di petrolio pesante lunga 12 miglia (19 km) si diffuse su 45 miglia (72 km) della costa francese a causa dei venti provenienti da nord-ovest. I venti occidentali, prevalenti durante il mese successivo, sparsero il petrolio per circa 160 km a est lungo la costa. Una settimana dopo l'incidente, il petrolio aveva raggiunto le Côtes-d'Armor. Il petrolio è penetrato nella sabbia di diverse spiagge fino a una profondità di 5 dm. Il petrolio sotterraneo si è separato in due o tre sacche a causa del vasto spostamento di sabbia che si verificò sulle spiagge durante le condizioni meteorologiche avverse. I moli e gli scali nei piccoli porti da Porspoder a Île-de-Bréhat furono pieni di petrolio. Altre aree colpite includono le spiagge di granito rosa dei comuni di Trégastel e Perros-Guirec, così come quelle turistiche di Plougasnou. Un mese dopo la fuoriuscita, la lunghezza totale della costa colpita dal petrolio fu circa 200 miglia (320 km). Furono colpite le spiagge di 76 diverse comunità bretoni. Il petrolio è persistito solo per poche settimane lungo le coste rocciose esposte che hanno subito un'azione delle onde da moderata ad alta. Nelle zone riparate dal moto ondoso, invece, il petrolio si mantenne sotto forma di strato di "asfalto" per diversi anni.
La posizione isolata della nave incagliata e il mare agitato ostacolarono gli sforzi di pulizia per due settimane dopo l'incidente. Come previsto dal "Piano Polmar ", la Marina francese era responsabile di tutte le operazioni in mare aperto mentre il Servizio di sicurezza civile era responsabile delle attività di pulizia delle coste. Sebbene la quantità totale di petrolio e acqua raccolta ebbe raggiunto le 100.000 tonnellate, meno di 20.000 tonnellate di petrolio furono recuperate da questo liquido dopo il trattamento negli impianti di raffinazione.
La natura del petrolio e del mare mosso contribuirono alla rapida formazione di una "mousse al cioccolato" emulsionante di petrolio e acqua. Questa emulsione viscosa complicò notevolmente gli sforzi di pulizia. Le autorità francesi decisero di non utilizzare agente disperdente nelle aree sensibili o sulla fascia costiera dove la profondità dell'acqua era inferiore a 50 metri. Se l'agente disperdente fosse stato applicato dall'aria in prossimità della fonte della fuoriuscita, la formazione di "mousse" avrebbe potuto essere evitata.
All'epoca, l’incidente dell'Amoco Cadiz provocò la più grande perdita di vita marina mai registrata a causa di una fuoriuscita di petrolio. La morte della maggior parte degli animali si verificò nei due mesi successivi alla fuoriuscita. Due settimane dopo l'incidente, milioni di molluschi, ricci di mare e altri organismi morti che abitavano i fondali furono trascinati a riva. Gli uccelli tuffatori costituivano la maggior parte dei quasi 20.000 uccelli morti recuperati. Le tonnellate di ostriche morte, dovute alla fuoriuscita, che vennero stimate furono 9.000. I pescatori della zona catturarono pesci con ulcere cutanee e tumori. Secondo quanto riferito, alcuni dei pesci catturati nella zona avevano un forte sapore di petrolio. Sebbene popolazioni di echinodermi e piccoli crostacei scomparvero quasi completamente, le popolazioni di molte specie si ripresero nel giro di un anno. Anche le attività di pulizia sulle coste rocciose, come il lavaggio a pressione, causarono impatti sull’habitat.
La fuoriuscita di greggio dell'Amoco Cadiz, la più grande della storia a quel tempo, è stata una delle più studiate; molti studi rimangono in corso all'inizio del XXI secolo. Si trettò anche del primo sversamento in cui gli estuari di fiumi soggetti a marea vennero inquinati. Nessuna ulteriore azione di mitigazione fu possibile per affrontare la formazione di "asfalto" e i problemi risultanti dopo la pulizia aggressiva iniziale.
Un'ulteriore erosione delle spiagge si verificò in diversi punti dove non venne fatto alcun tentativo di ripristinare la ghiaia rimossa per abbassare il fronte della spiaggia. Molte delle paludi, delle distese fangose e delle spiagge sabbiose colpite erano aree a basso consumo energetico. In alcune di queste aree riparate è ancora possibile osservare la presenza di sedimenti petroliferi sulla spiaggia. Strati di petrolio sotto la superficie rimangono ancora sepolti in molte delle spiagge colpite.

## Nella cultura di massa
L'Amoco Cadiz e il suo sversamento compaiono in una delle canzoni di Steve Forbert sull'inquinamento petrolifero. Speedy J ha una canzone chiamata "Amoco Cadiz" nel suo album A Shocking Hobby. La popstar francese Alain Barriere ha avuto un successo in Francia con una canzone chiamata "Amoco".
Days of Fury (1979), nel film appare il filmato dell’incidente. Diretto da Fred Warshofsky e condotto da Vincent Price.
Bretagna - Il Disastro della Petroliera (2019): documentario trasmesso da National Geographic nel quale le interviste a marinai e abitanti del luogo vengono alternate da un breve racconto dell’incidente.

## Reclami legali
Si stima che nel 1978 abbia causato danni per 250 milioni di dollari alla pesca e alle strutture turistiche. Il governo francese ha presentato ai tribunali statunitensi richieste per un totale di 1,9 miliardi di franchi francesi (utilizzando il tasso di cambio del 1978 e con l'aggiunta degli interessi, questo ammontava ad almeno 1,6 miliardi di dollari). Nel 1984, il giudice della Corte distrettuale degli Stati Uniti Frank J. McGarr dichiarò che la Amoco era responsabile dei danni quando emise il verdetto del processo, dopo 3 anni e mezzo di procedimenti legali. Inoltre, il giudice ha stabilito che l'Amoco aveva rinviato la manutenzione necessaria sulla nave per mantenerla in mare. Nel 1992 l'Amoco decise di non presentare ricorso contro l'ordinanza del tribunale.